# Jack Barmby
Jack Barmby (Harlow, 14 novembre 1994) è un ex calciatore inglese, di ruolo centrocampista.

## Biografia
Suo padre Nick e suo nonno Jeff sono stati a loro volta dei calciatori professionisti.

## Carriera

### Club
All'età di 14 anni Jack Barmby viene acquistato dal Manchester United e fa tutta la trafila delle giovanili, senza mai apparire una volta in prima squadra. 
Nel 2014 passa al Leicester City,
girandolo in prestito a varie squadre inglesi delle categorie inferiori.
Il 9 marzo 2016 passa in prestito al Portland Timbers per un anno ed alla scadenza del contratto con il Leicester firma un nuovo contratto con la squadra americana.

### Nazionale
Ha giocato nelle nazionali giovanili inglesi Under-16, Under-18, Under-19 ed Under-20.